# Neli Marinova
Neli Marinova Nešić (in bulgaro Нели Маринова-Нешич?; Dobrič, 27 maggio 1971) è un'ex pallavolista bulgara.
Giocava nel ruolo di palleggiatrice.

## Carriera
La carriera di Neli Marinova inizia nel 1986 nelle giovanili del Dobrič Volleyball Club; l'esordio nella pallavolo professionistica avviene nella stagione 1989-90 quando viene ingaggiata dall'OK Akademik Sofia, nel massimo campionato bulgaro, a cui resta legata per tre annate, prima di passare nella stagione 1992-93 al CSKA Sofia, con cui, in cinque annate di permanenza, si aggiudica due scudetti e tre Coppe di Bulgaria; in questi anni ottiene anche le prime convocazioni in nazionale con cui vince la medaglia di bronzo al campionato europeo 1997.
Dopo un campionato trascorso nelle file della squadra jugoslava della Stella Rossa di Belgrado, nella stagione 1998-99 gioca nel campionato italiano con il Volley Modena, in Serie A1, dove milita per due stagioni, vincendo uno scudetto. Dopo un'annata nella Romanelli Volley di Firenze ed una nuova medaglia di bronzo, con la nazionale, al campionato europeo 2001, torna nel club di Modena, aggiudicandosi questa volta la Coppa Italia e la Coppa CEV.
Si trasferisce quindi in Spagna per disputare il campionato 2002-03 con il Club Voleibol Albacete, ma già nella stagione successiva ritorna in Italia, ingaggiata dal Chieri Volley, con cui ottiene il trionfo nella Top Teams Cup 2004-05. Nella stagione 2005-06 veste la maglia del Giannino Pieralisi Volley di Jesi, così come in quella successiva, mentre nella stagione 2007-08 passa alla Pallavolo Sirio Perugia, sempre in Serie A1, aggiudicandosi la Champions League: al termine del campionato decide di ritirarsi dall'attività agonistica.

## Palmarès

### Club
- Campionato bulgaro: 2

1992-93, 1994-95
- Campionato italiano: 1

1999-00
- Coppa di Bulgaria: 3

1992-93, 1994-95, 1995-96
- Coppa Italia: 1

2001-02
- Supercoppa italiana: 1

2007
- Champions League: 1

2007-08
- Top Teams Cup: 1

2004-05
- Coppa CEV: 1

2001-02